# Ernst von Weizsäcker
Ernst Heinrich Freiherr von Weizsäcker (Stuttgart, 25 de mayo de 1882 - Lindau, 4 de agosto de 1951) fue un oficial de la marina, diplomático y político alemán. Fue secretario de Estado en el Ministerio de Asuntos Exteriores de la Alemania nazi de 1938 a 1943 y embajador ante la Santa Sede de 1943 a 1945. Fue miembro de la prominente familia Weizsäcker y padre del presidente alemán Richard von Weizsäcker y del físico y filósofo Carl Friedrich von Weizsäcker.

## Biografía
Weizsäcker nació en 1882 en Stuttgart, hijo de Karl von Weizsäcker, que se convertiría en ministro presidente (primer ministro) del Reino de Württemberg y se elevaría a la nobleza personal en 1897, y Paula von Meibom. En 1911 se casó con Marianne von Graevenitz, que pertenecía a la antigua nobleza. En 1916 se convirtió en Freiherr (barón), ya que su padre y su familia fueron elevados a la nobleza hereditaria, menos de dos años antes de la caída de la monarquía local.
En 1900, Weizsäcker se unió a la Marina Imperial Alemana para convertirse en oficial, sirviendo principalmente en Berlín. En 1916, sirvió como ayudante de campo del almirante Reinhard Scheer a bordo del buque insignia alemán SMS Friedrich der Grosse durante la batalla de Jutlandia. En 1917, durante la última parte de la Primera Guerra Mundial, obtuvo la Cruz de Hierro (ambas clases) y fue ascendido a Korvettenkapitän (capitán de corbeta, equivalente al rango de teniente comandante de los oficiales de la Armada del Reino Unido y de los Estados Unidos) al año siguiente. Fue miembro del Estado Mayor Naval dirigido por el almirante Reinhard Scheer desde agosto de 1918. De junio de 1919 a abril de 1920, fue agregado naval en La Haya.

### Carrera diplomática
Weizsäcker se incorporó al servicio exterior alemán en 1920. Fue nombrado cónsul de Basilea en 1921, consejero en Copenhague en 1924 y destinado en Ginebra desde 1927. Se convirtió en jefe del departamento de desarme en 1928 y fue nombrado enviado diplomático a Oslo en 1931 y a Berna en 1933. En 1936, como embajador en Berna, Weizsäcker desempeñó un papel clave en despojar a Thomas Mann de su ciudadanía alemana. En 1937 se convirtió en director del Departamento de Política del Ministerio de Asuntos Exteriores y al año siguiente fue nombrado Staatssekretär ("Secretario de Estado"), el segundo funcionario de mayor rango después del Ministro de Asuntos Exteriores en el Ministerio de Asuntos Exteriores alemán.
Su superior le animó a unirse al partido nazi gobernante NSDAP, lo que hizo en 1938, y también se le otorgó un rango honorífico en las Schutzstaffel. En 1938, Weizsäcker se opuso a la tendencia general de la política exterior alemana de atacar a Checoslovaquia por temor a que pudiera causar una guerra general que Alemania perdería; Weizsäcker no tenía objeciones morales a la idea de destruir Checoslovaquia y solo se opuso al momento del ataque. Aunque Weizsäcker tenía algunos contactos con miembros de la oposición alemana, durante sus interrogatorios después de la guerra, nunca afirmó ser miembro de la resistencia. Únicamente después de que él mismo fuera llevado a juicio, Weizsäcker afirmó que era un antinazi fuera de combate, trabajando con todo su corazón y poder para derrocar al régimen nazi. El 19 de agosto de 1938 Weizsäcker escribió un memorándum al ministro de Asuntos Exteriores, Joachim von Ribbentrop, en el que afirmaba:

De nuevo me opuse a toda la teoría (de un ataque a Checoslovaquia) y observé que deberíamos esperar a que los ingleses perdieran interés en el asunto checo y toleraran nuestra acción, antes de que pudiéramos abordar el asunto sin riesgos.

Weizsäcker nunca envió su memorándum a Ribbentrop. Junto con el jefe del Abwehr, el almirante Wilhelm Canaris, y el jefe de Estado Mayor del Ejército, el general Ludwig Beck, Weizsäcker era un líder del grupo "antibélico" del gobierno alemán, que estaba decidido a evitar una guerra en 1938 que consideraba que Alemania iba a perder. Este grupo no estaba necesariamente comprometido con el derrocamiento del régimen, sino que estaba aliado con otro grupo más radical, la facción "antinazi", centrada en el coronel Hans Oster y Hans Bernd Gisevius, que quería utilizar la crisis como excusa para llevar a cabo un golpe de Estado para derrocar al régimen nazi. Los objetivos divergentes entre estas dos facciones produjeron tensiones considerables. El historiador Eckart Conze declaró en una entrevista realizada en 2010:

Un derrocamiento de Hitler estaba fuera de discusión. El grupo quería evitar una guerra importante y las posibles consecuencias catastróficas para Alemania. Su objetivo no era deshacerse del dictador, sino, como ellos lo veían, hacer que recobrara el sentido común.

Fue ascendido a SS-Brigadeführer el 30 de enero de 1942.

#### Embajador ante la Santa Sede
Después de la derrota alemana en la batalla de Stalingrado en 1943 y el punto de inflexión para Alemania en el desarrollo de la guerra, y a petición propia, Weizsäcker renunció como Secretario de Estado y fue nombrado Embajador de Alemania ante la Santa Sede de 1943 a 1945.
Cuando fue recibido por el cardenal secretario de Estado Luigi Maglione el 6 de enero de 1944, Weizsäcker declaró: "Si Alemania como baluarte contra el comunismo cae, toda Europa se convertirá en comunista". A esto, el cardenal respondió: "Qué desgracia que Alemania, con sus políticas antirreligiosas, haya suscitado tales preocupaciones", como repitió Weizsäcker a monseñor Giovanni Battista Montini (más tarde papa como Pablo VI).
El historial de Weizsäcker en el Vaticano fue variado. Durante su estancia en Berlín, se negó a aceptar una nota del papa en protesta por el trato de la Polonia ocupada. Durante la ocupación alemana de Roma, Weizsäcker hizo poco para detener la deportación de los judíos. Sin embargo, sí ayudó a ciertas personas a evitar la persecución y ayudó a liberar a Roma de todas las bases militares alemanas en un esfuerzo por desalentar el bombardeo aliado de la ciudad. También advirtió al Ministerio de Asuntos Exteriores que el reclutamiento de judíos para los campos de trabajo dentro de Italia podría ser menos propenso a provocar una protesta papal que su deportación. Según Richard J. Evans, Weizsäcker compartía la opinión de Ulrich von Hassell de que la solución final era una "campaña diabólica".
"Sus mensajes y documentos a Berlín no eran más que mentiras", dijo más tarde su compañero de trabajo Albrecht von Kessel. En esos mensajes a Berlín, Weizsäcker retrató a propósito al papa Pío XII como suave, diplomático, indeciso y proalemán, con el fin de ayudar al papa y evitar el sentimiento antigermano en Italia. Al igual que el comandante de las Waffen SS, el general Karl Wolff, Weizsäcker se oponía claramente al plan de Hitler de ocupar el Vaticano, durante el cual, temía Weizsäcker, el papa podría ser fusilado, "al huir para escapar del arresto".
Weizsäcker continuó presentando al Vaticano consignas anticomunistas y ambos presagiaban una paz separada soviético-alemana y solicitaron a monseñor Domenico Tardini la creación inmediata de una iniciativa de paz papal para detener la guerra en el oeste para que Alemania pudiera terminar con el comunismo en el este. Tardini vio en esto un esfuerzo transparente para obtener una solución militar. Al igual que otros funcionarios alemanes, Weizsäcker intentó negociar la supervivencia de algún segmento del gobierno y evitar la "rendición incondicional" de Alemania, pero sus esfuerzos por sacar a relucir el tema de "un gobierno de transición alemán y la probabilidad de que fuera miembro de él" fracasaron.

### Tras la guerra

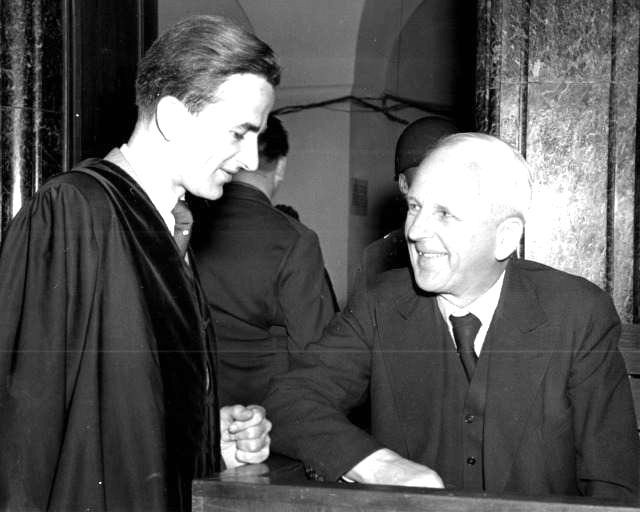
Ernst von Weizsäcker (derecha) con su hijo Richard durante el juicio en la posguerra

Después del final de la guerra, Weizsäcker permaneció inicialmente en la Ciudad del Vaticano con su esposa, como invitado del Papa y miembro del cuerpo diplomático. No regresó a Alemania hasta 1946.
Weizsäcker fue detenido el 25 de julio de 1947 en Núremberg y juzgado en el juicio de los Ministerios, también conocido como el juicio de Wilhelmstrasse, por la ubicación del Ministerio de Asuntos Exteriores alemán en Berlín. El juicio de los Ministerios fue uno de los 12 juicios llevados a cabo por los Tribunales Militares de Núremberg en la zona de ocupación de los Estados Unidos. Estos tribunales militares estadounidenses comenzaron antes y terminaron durante el enfrentamiento del bloqueo de Berlín con los soviéticos y procedieron sin la participación de la URSS; también fueron mucho más suaves en su conducta y resultado que la primera serie de juicios por crímenes de guerra en 1946. Ningún juez europeo participó en el juicio. Los partidarios de Weizsäcker afirmaron que había estado estrechamente vinculado a la resistencia antinazi y a una fuerza moderada en el Ministerio de Asuntos Exteriores durante la guerra; Winston Churchill calificó su sentencia de "error mortal".
Weizsäcker fue acusado de cooperación activa con la deportación de judíos franceses a Auschwitz, como un crimen contra la humanidad. Weizsäcker, con la ayuda de su hijo, el futuro presidente de la Alemania unificada Richard von Weizsäcker, que se presentó como su abogado defensor asistente (Richard era estudiante de derecho durante el juicio), afirmó que no tenía conocimiento del propósito para el que se había diseñado Auschwitz y que creía que los prisioneros judíos enfrentarían menos peligro si eran deportados al Este.
En 1949, Weizsäcker fue declarado culpable y condenado a 7 años de prisión, pero el mismo año, la sentencia se redujo a cinco años. En octubre de 1950, después de tres años y tres meses de detención, obtuvo la libertad anticipada de la prisión de Landsberg tras un nuevo examen de su caso por parte de la Oficina de Asuntos Legislativos del Alto Comisionado Aliado para Alemania, John J. McCloy. Weizsäcker publicó posteriormente sus memorias, escritas en prisión, en las que se retrataba a sí mismo como un partidario de la resistencia.
Weizsäcker murió de un derrame cerebral el 4 de agosto de 1951 a la edad de 69 años.
En 2010, el historiador Eckart Conze evaluó en una entrevista la creencia de que el Ministerio Federal de Asuntos Exteriores alemán no estaba involucrado en crímenes de guerra:

La leyenda proviene de individuos asociados con la defensa de Weizsäcker. Antiguos diplomáticos, como los hermanos Erich y Theo Kordt, desempeñaron un papel clave en el esfuerzo, al igual que otros miembros de la clase alta tradicional, a la que Weizsäcker representaba. Uno de ellos era su abogado defensor, Hellmut Becker, hijo del ministro de cultura prusiano, Carl Heinrich Becker, y otro era Marion Gräfin Dönhoff, una joven periodista que criticó duramente el juicio en Die Zeit. Todos sabían que si lograban exonerar a Weizsäcker, habrían rehabilitado a la clase alta nacional conservadora, aristocrática y burguesa.